# Dutch Flat (Kalifornija)
Dutch Flat je naseljeno područje za statističke svrhe u američkoj saveznoj državi Kalifornija. Prema popisu stanovništva iz 2010. u njemu je živjelo 160 stanovnika.